# Amplirhagada alta
Amplirhagada alta är en snäckart som beskrevs av Alan Solem 1981. Amplirhagada alta ingår i släktet Amplirhagada och familjen Camaenidae.

## Underarter
Arten delas in i följande underarter:
- A. a. alta
- A. a. crystalla
- A. a. intermedia